# Nicolas Wimmer
Nicolas Wimmer (* 15. März 1995) ist ein österreichischer Fußballspieler.

## Karriere
Wimmer begann seine Karriere bei der DSG Union Pichling. 2003 wechselte er in die Jugend des LASK. 2009 kam er in die Akademie der SV Ried, in der er bis 2012 spielte.
Zur Saison 2012/13 wechselte er zum viertklassigen ASKÖ Donau Linz. Sein Debüt in der OÖ Liga gab er im Oktober 2012, als er am neunten Spieltag jener Saison gegen die Union Dietach in der 70. Minute für Manuel Hammerl eingewechselt wurde. Sein erstes Tor für Donau Linz erzielte er im März 2014 bei einem 1:0-Sieg gegen den SV Bad Ischl.
In seinem vierten Jahr bei Donau Linz absolvierte Wimmer 91 Spiele in der OÖ Liga, in denen er fünf Tore erzielte. Zur Saison 2016/17 wechselte er zunächst leihweise zum Regionalligisten SK Vorwärts Steyr. Sein erstes Spiel in der Regionalliga absolvierte er im Juli 2016, als er am ersten Spieltag jener Saison gegen den SV Grieskirchen in der Startelf stand.
Im März 2017 wurde er fest von Steyr unter Vertrag genommen. Mit Steyr stieg er 2018 in die 2. Liga auf. Sein Debüt in der zweithöchsten Spielklasse gab er im Juli 2018, als er am ersten Spieltag der Saison 2018/19 gegen die SV Ried von Beginn an zum Einsatz kam. Für Steyr kam er zu 30 Zweitligaeinsätzen. Im Februar 2021 wechselte Wimmer zum Ligakonkurrenten FC Blau-Weiß Linz. Bei den Linzern wurde er zu einem der besten Verteidiger der Liga, zudem war er mit vier Treffern in 17 Einsätzen einer der torgefährlichsten Abwehrspielern. Mit Blau-Weiß wurde er zu Saisonende Meister (die Linzer hatten aber keine Bundesliga-Lizenz beantragt) und er wurde ins offizielle Team der Saison nominiert.
Nach einem halben Jahr in Linz wechselte er zur Saison 2021/22 zum Bundesligisten SK Austria Klagenfurt, bei dem er einen bis Juni 2024 laufenden Vertrag erhielt. In Klagenfurt kam er insgesamt zu 82 Einsätzen in der Bundesliga.
Nach seinem Vertragsende bei der Austria wechselte Wimmer zur Saison 2024/25 zum Ligakonkurrenten Wolfsberger AC, bei dem er einen bis 2028 laufenden Vertrag erhielt.

## Erfolge
- Österreichischer Cupsieger: 2025